# Rank (album)
Rank is het enige livealbum van de Britse alternatieve rockgroep The Smiths. Het album bevat een opname van een concert in de National Ballroom in Kilburn (Londen) op 23 oktober 1986, opgenomen door BBC Radio 1 In Concert. Rank werd samengesteld door zanger Morrissey en op 5 september 1988 uitgebracht door Rough Trade Records.

## Nummers
Alle muziek en teksten zijn geschreven door Morrissey en Johnny Marr m.u.v. His latest flame (Doc Pomus en Mort Shuman), The draize train (Johnny Marr) en het begin van The queen is dead, waarin een audio-opname van Sergei Prokofiev's klassieke stuk Montagues en Capulets werd afgespeeld ter introductie van de groep. 
| 1.                 | The queen is dead                             | 4:11 |
| 2.                 | Panic                                         | 3:07 |
| 3.                 | Vicar in a tutu                               | 2:40 |
| 4.                 | Ask                                           | 3:12 |
| 5.                 | His latest flame / Rusholme ruffians (medley) | 3:55 |
| 6.                 | The boy with the thorn in his side            | 3:47 |
| 7.                 | Rubber ring / What she said (medley)          | 3:41 |
| 8.                 | Is it really so strange?                      | 3:45 |
| 9.                 | Cemetry gates                                 | 2:50 |
| 10.                | London                                        | 2:38 |
| 11.                | I know it's over                              | 7:49 |
| 12.                | The draize train                              | 4:23 |
| 13.                | Still ill                                     | 4:09 |
| 14.                | Bigmouth strikes again                        | 5:51 |
| Totale duur: 55:56 |                                               |      |

## Bezetting

### The Smiths
- Morrissey – zang
- Johnny Marr – gitaar
- Andy Rourke – basgitaar
- Mike Joyce – drumstel
- Craig Gannon – slaggitaar

### Techniek
- Pete Dauncey, Grant Showbiz – productie
- Paul Nickson – geluidstechniek